# ديمتري شاكولين
ديمتري شاكولين (بالروسية: Шакулин, Дмитрий Викторович) مواليد 11 مايو 1968 في أوبلاست كيروف، الاتحاد السوفيتي، هو مدرب كرة سلة روسي ولاعب معتزل. بدأ مسيرته الاحترافية في سنة 1985. حقق المركز الثاني في بطولة أمم أوروبا لكرة السلة 1993. اعتزل اللعب في 2002. لعب مع نادي دينامو موسكو لكرة السلة ونادي سسكا موسكو لكرة السلة.

## الميداليات
| الميدالية | المسابقة                         |
| --------- | -------------------------------- |
| فضية      | بطولة أمم أوروبا لكرة السلة 1993 |
| برونزية   | بطولة أمم أوروبا لكرة السلة 1997 |

## روابط خارجية
- ديمتري شاكولين على موقع الاتحاد الدولي لكرة السلة (الإنجليزية)
- ديمتري شاكولين على موقع كرة السلة الأوروبية.كوم (الإنجليزية)